# Оилтон (Оклахома)
Оилтон (енгл. Oilton) град је у америчкој савезној држави Оклахома.

## Демографија
По попису из 2010. године број становника је 1.013, што је 86 (-7,8%) становника мање него 2000. године.
| Група             | 2000.       | 2010.       |
| Белци             | 943 (85,8%) | 878 (86,7%) |
| Афроамериканци    | 9 (0,8%)    | 6 (0,6%)    |
| Азијати           | 0 (0,0%)    | 2 (0,2%)    |
| Хиспаноамериканци | 30 (2,7%)   | 20 (2,0%)   |
| Укупно            | 1.099       | 1.013       |